# توني ودكوك
توني ودكوك (بالإنجليزية: Tony Woodcock)‏ هو لاعب اتحاد الرغبي وفلاح نيوزيلندي، ولد في 27 يناير 1981 في Helensville ‏ في نيوزيلندا.

## وصلات خارجية
- توني ودكوك عل موقع إسبنسكروم (الإنجليزية)
- توني ودكوك على موقع ItsRugby.co.uk (الإنجليزية)